# Theuma foveolata
Theuma foveolata är en spindelart som beskrevs av Tucker 1923. Theuma foveolata ingår i släktet Theuma och familjen Prodidomidae. Inga underarter finns listade i Catalogue of Life.